# Peter Baldacchino
Peter Baldacchino (ur. 5 grudnia 1960 w Sliema, Malta) – amerykański duchowny katolicki maltańskiego pochodzenia, biskup Las Cruces od 2019.

## Życiorys
Święcenia kapłańskie otrzymał 25 maja 1996 i został inkardynowany do archidiecezji Newark. Po kilkuletniej pracy w Ridgewood został kanclerzem misji sui iuris na wyspach Turks i Caicos.
20 lutego 2014 papież Franciszek mianował go biskupem pomocniczym Miami ze stolicą tytularną Vatarba. Sakry udzielił mu 19 marca 2014 metropolita Miami - arcybiskup Thomas Wenski.
15 maja 2019 został mianowany biskupem diecezjanym Las Cruces. Jest on pierwszym duchownym mianowanym biskupem w USA, który jest powiązany z Drogą Neokatechumenalną.